# 格洛克27手槍
格洛克27（GLOCK 27）是一款由奧地利槍械製造商格洛克（GLOCK）公司所設計及生產的手枪，是格洛克26的.40 S&W口徑版本，標凖彈匣為9發。

## 設計
格洛克27發射.40 S&W彈藥，裝有改良過的套筒及套筒導軌，對應.40 S&W的槍管，外型與格洛克26非常相似。
格洛克27經歷了兩次更新，第四代版本稱為第四代格洛克27（英語：4th generation GLOCK 27）。第四代會在套筒上型號位置加上“Gen4”以玆識別。
2011年開始，新推出的格洛克27為了大大提高人機工效，採用了第四代格洛克的Gen4 RTF新紋理，而握把略為縮小，亦且由過往不能更換改為可以更換握把片（分別是中形和大形，亦可以不裝上握把片直接使用），以調整握把尺寸，更適合不同的手形。亦會有經改進的彈匣設計，以便左右手皆可以直接按下加大化的彈匣卡榫以更換彈匣，亦可以與舊式彈匣共用，但只可以右手按下彈匣卡榫以更換彈匣。
2020年11月，克拉克27升級為第五代版本。

## 使用國
- - 澳大利亞聯邦警察
  - 地方警察單位
- 加拿大
  - 地方警察單位
- 日本
  - 警視廳
- 美国
  - 聯邦調查局
  - 美國法警局
  - 美國緝毒局
  - 美國菸酒槍炮及爆裂物管理局
  - 美國農業部
  - 美國國家稅務局
  - 美國國防部刑事調查局（英语：Defense Criminal Investigative Service）